# Доуден, Оливер
сэр Оливер Джеймс Доуден (англ. Oliver James Dowden; 1 августа 1978, Парк Стрит, Хартфордшир) — британский политик-консерватор.
Канцлер герцогства Ланкастерского (2022—2024). Заместитель премьер-министра (2023—2024). Генеральный казначей и министр канцелярии кабинета (2019—2020), министр цифровизации, культуры, СМИ и спорта (2020—2021). Министр без портфеля, председатель Консервативной партии (2021—2022).

## Биография
Получил юридическое образование в Кембридже, в 2004 году пришёл в Исследовательский департамент Консервативной партии, где в тот период работали Дэвид Кэмерон и Джордж Осборн. В 2007 году занялся связями с общественностью в известной компании Hill & Knowlton, но уже в начале 2009 года вернулся к консерваторам и стал сотрудничать с Энди Коулсоном. В октябре 2012 года Дэвид Кэмерон, к этому времени уже премьер-министр, повысил Доудена, назначив его заместителем главы своей администрации Эда Ллевелина.
По итогам выборов 2015 года избран в Палату общин от избирательного округа Хартсмир с результатом 59,3 %, а на досрочных выборах 2017 года одержал ещё более убедительную победу: 61,1 % против 28,7 % у сильнейшего из четырёх соперников — лейбористки Фионы Смит (Fiona Smith).
9 января 2018 года в ходе массовых перестановок во втором кабинете Терезы Мэй назначен парламентским секретарём министра канцелярии Кабинета, выйдя, таким образом, из «тени». Ранее в течение ряда лет входил в команды советников, помогавших нескольким лидерам консерваторов, от Майкла Говарда до Терезы Мэй, готовиться к публичным выступлениям в парламенте.
24 июля 2019 года при формировании правительства Бориса Джонсона назначен генеральным казначеем с правом участия в заседаниях Кабинета, а также министром канцелярии Кабинета.
13 февраля 2020 года перемещён во втором кабинете Джонсона на должность министра культуры, цифровизации, СМИ и спорта.
15 сентября 2021 года в том же правительстве назначен министром без портфеля и председателем Консервативной партии.
24 июня 2022 года ушёл в отставку после поражения консерваторов по итогам дополнительных парламентских выборов 23 июня в двух округах.
25 октября 2022 года по завершении правительственного кризиса был сформирован кабинет Риши Сунака, в котором Доуден получил портфель канцлера герцогства Ланкастерского.
21 апреля 2023 года Доуден назначен заместителем премьер-министра Сунака после отставки Доминика Рааба из-за обвинений в травле коллег.
Выступал на прениях 78-й сессии Генеральной ассамблеи ООН.
5 июля 2024 года после поражения консерваторов на парламентских выборах Кир Стармер сформировал лейбористское правительство, в котором Доуден не получил никакого назначения.
8 июля 2024 года включён в состав временного теневого правительства Риши Сунака в должности заместителя лидера партии, канцлера герцогства Ланкастерскогь.